# Cordillera de Litrancura
La cordillera de Litrancura es un cordón de montañoso que alcanza hasta los 2030 m situado entre el cauce superior del río Lonquimay y la laguna Galletué, en la Región de La Araucanía.: 485 